# Sviloš
Sviloš (izvirno srbsko Свилош) je naselje v Srbiji, ki upravno spada pod Občino Beočin; slednja pa je del Južnobačkega upravnega okraja.

## Demografija
V naselju živi 274 polnoletnih prebivalcev, pri čemer je njihova povprečna starost 39,3 let (38,2 pri moških in 40,6 pri ženskah). Naselje ima 123 gospodinjstev, pri čemer je povprečno število članov na gospodinjstvo 2,94.
To naselje je, glede na rezultate popisa iz leta 2002, večinoma srbsko.
|  |

| Demografija | Demografija     | Demografija     |
| Leto        | Št. prebivalcev | Št. prebivalcev |
| ----------- | --------------- | --------------- |
|             |                 |                 |
|             |                 |                 |
|             |                 |                 |
|             |                 |                 |
| 1948        | 470             |                 |
| 1953        | 472             |                 |
| 1961        | 417             |                 |
| 1971        | 419             |                 |
| 1981        | 367             |                 |
| 1991        | 347             | 347             |
| 2002        | 362             | 362             |
|             |                 |                 |

| Etnična sestava po popisu iz leta 2002 | Etnična sestava po popisu iz leta 2002 | Etnična sestava po popisu iz leta 2002 | Etnična sestava po popisu iz leta 2002 | Etnična sestava po popisu iz leta 2002 |
| -------------------------------------- | -------------------------------------- | -------------------------------------- | -------------------------------------- | -------------------------------------- |
| Srbi                                   | Srbi                                   |                                        | 350                                    | 96,68%                                 |
| Hrvati                                 | Hrvati                                 |                                        | 2                                      | 0,55%                                  |
| Slovaki                                | Slovaki                                |                                        | 2                                      | 0,55%                                  |
| Jugoslovani                            | Jugoslovani                            |                                        | 2                                      | 0,55%                                  |
| Neznano                                | Neznano                                |                                        | 1                                      | 0,27%                                  |